# RAB30
RAB30 (англ. RAB30, member RAS oncogene family) – білок, який кодується однойменним геном, розташованим у людей на короткому плечі 11-ї хромосоми. Довжина поліпептидного ланцюга білка становить 203 амінокислот, а молекулярна маса — 23 058.
| 10         |  | 20         |  | 30         |  | 40         |  | 50         |
| ---------- |  | ---------- |  | ---------- |  | ---------- |  | ---------- |
| MSMEDYDFLF |  | KIVLIGNAGV |  | GKTCLVRRFT |  | QGLFPPGQGA |  | TIGVDFMIKT |
| VEINGEKVKL |  | QIWDTAGQER |  | FRSITQSYYR |  | SANALILTYD |  | ITCEESFRCL |
| PEWLREIEQY |  | ASNKVITVLV |  | GNKIDLAERR |  | EVSQQRAEEF |  | SEAQDMYYLE |
| TSAKESDNVE |  | KLFLDLACRL |  | ISEARQNTLV |  | NNVSSPLPGE |  | GKSISYLTCC |
| NFN        |  |            |  |            |  |            |  |            |

A: Аланін

C: Цистеїн

D: Аспарагінова кислота

E: Глутамінова кислота

F: Фенілаланін

G: Гліцин

I: Ізолейцин

K: Лізин

L: Лейцин

M: Метіонін

N: Аспарагін

P: Пролін

Q: Глутамін

R: Аргінін

S: Серин

T: Треонін

V: Валін

W: Триптофан

Задіяний у такому біологічному процесі, як альтернативний сплайсинг. 
Білок має сайт для зв'язування з нуклеотидами, ГТФ. 
Локалізований у цитоплазмі, мембрані, апараті гольджі.